# Chioma di Berenice (costellazione)
La Chioma di Berenice (in latino Coma Berenices) è una delle 88 costellazioni moderne. Nota già agli Antichi Greci, è poi contemplata nelle opere di Gerardus Mercator e di Tycho Brahe. Si trova vicino al Leone.

## Caratteristiche

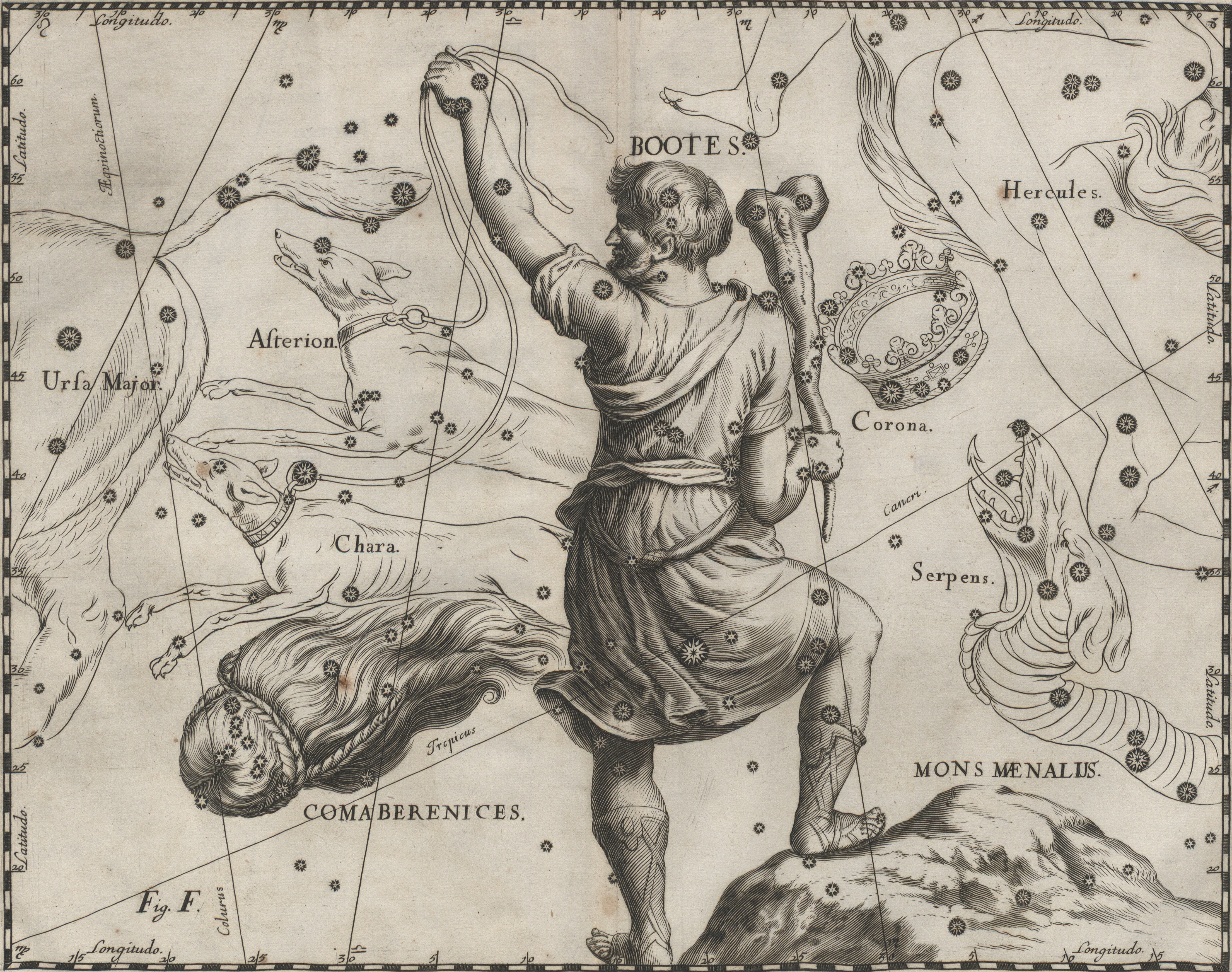
Le Chioma di Berenice, a sinistra di Boote, nell'illustrazione di Johann Hevelius. La disposizione è invertita rispetto all'osservazione visuale.

La Chioma di Berenice è una costellazione di facile individuazione, nonostante non contenga alcuna stella luminosa; può essere scorta a nordest del Leone, ad ovest della brillante stella Arturo e a nord della Vergine. La sua caratteristica principale, che ha dato origine al nome della costellazione stessa, è una "chioma" di stelle di quarta e quinta magnitudine ben visibile in una notte non eccessivamente inquinata, che costituisce in realtà un gruppo di stelle fisicamente legato fra loro, un ammasso aperto in via di dissoluzione. Oltre a questo gruppo, la Chioma di Berenice comprende altre stelle di quarta magnitudine, in particolare sul lato orientale; la stella più brillante è la β Comae Berenices.
Il periodo più propizio per la sua osservazione nel cielo serale va da marzo a agosto; nell'emisfero boreale è una figura tipica del cielo primaverile e dell'inizio dell'estate, quando si presenta molto alta nel cielo. Dall'emisfero australe si mostra mediamente più bassa sull'orizzonte settentrionale, ma non essendo una costellazione dalla declinazione fortemente boreale è ben visibile da tutte le aree popolate della Terra.

### Stelle principali
- β Comae Berenices, di magnitudine apparente 4,23, ha una magnitudine assoluta di poco più luminosa del Sole, il che dà un'idea di quanto debole apparirebbe il Sole ad una distanza di soli 27 anni luce, che astronomicamente parlando è una distanza irrisoria.
- α Comae Berenices è la seconda stella più luminosa della Chioma di Berenice e possiede un nome proprio, Diadem; è una stella binaria di magnitudine +4,32 che si trova a 60 anni luce di distanza dal sistema solare. Rappresenta la gemma nella corona di Berenice.
- γ Comae Berenices è una gigante arancione di magnitudine 4,35, distante 170 anni luce.

### Stelle doppie
Grazie alla presenza dell'ammasso stellare della Chioma, sono numerose le stelle che si presentano accoppiate fra di loro, anche se non necessariamente formano delle doppie fisiche.
Fra queste vi è la coppia 32-33 Comae Berenices; si tratta di due stelle dai colori contrastanti di sesta magnitudine risolvibili anche con un binocolo, dato che la loro separazione è pari a oltre 3 primi d'arco.
- 35 Comae Berenices è una stella multipla in cui le due componenti principali sono molto vicine fra loro, risolvibili dunque solo con un potente telescopio, mentre una terza compagna si trova a quasi 29" ed è dunque individuabile anche con un piccolo strumento.
- HD 110932 è una stella di sesta magnitudine con una compagna di ottava grandezza alla distanza angolare di 34", dunque risolvibile con un piccolo telescopio.
- 12 Comae Berenices è una doppia facile, dato che le due stelle sono separate da oltre 1'; le loro magnitudini sono rispettivamente 6,7 e 8,0.
- 24 Comae Berenices è anch'essa relativamente semplice, sebbene occorra l'ausilio di un telescopio per la sua risoluzione; le due componenti sono di quinta e sesta grandezza e sono separate da circa 20".

| Principali stelle doppie |                                          |                                          |             |             |                                 |        |
| Nome                     | Coordinate equatoriali all'epoca J2000.0 | Coordinate equatoriali all'epoca J2000.0 | Magnitudine | Magnitudine | Separazione (in secondi d'arco) | Colore |
| Nome                     | AR                                       | Dec                                      | A           | B           | Separazione (in secondi d'arco) | Colore |
| 2 Comae Berenices        | 12h 04m 17s                              | +21° 27′ 33″                             | 6,1         | 7,5         | 3,6                             | g + g  |
| HD 107398                | 12h 20m 41s                              | +27° 03′ 17″                             | 7,1         | 7,6         | 8,5                             | g + g  |
| 12 Comae Berenices       | 12h 22m 30s                              | +25° 50′ 46″                             | 6,78        | 8,0         | 66,1                            | g + g  |
| 24 Comae Berenices       | 12h 35m 08s                              | +18° 22′ 37″                             | 5,02        | 6,56        | 20,2                            | ar + b |
| HD 110932                | 12h 45m 26s                              | +14° 22′ 25″                             | 6,6         | 8,3         | 34,1                            | b + b  |
| HD 111844/5              | 12h 51m 54s                              | +19° 10′ 20″                             | 7,4         | 7,9         | 16,0                            | b + g  |
| 32-33 Comae Berenices    | 12h 52m :                                | +17° 04′ :                               | 6,5         | 6,9         | 195                             | r + g  |
| 35 Comae Berenices AB    | 12h 53m 18s                              | +21° 14′ 42″                             | 5,24        | 7,41        | 1,0                             | ar + g |
| 35 Comae Berenices AB-C  | 12h 53m 18s                              | +21° 14′ 42″                             | 5,10        | 9,0         | 28,7                            | ar + g |
| α Comae Berenices        | 13h 10m 00s                              | +17° 31′ 45″                             | 5,04        | 5,07        | 0,6                             | g + g  |

### Stelle variabili
Le stelle variabili degne di nota della costellazione sono molto poche, poiché la gran parte di esse è piuttosto debole.
Una delle più facili è la FS Comae Berenices, una variabile semiregolare che in un mese e mezzo circa varia fra le magnitudini 5,3 e la 6,1; in fase di massima, è ben visibile ad occhio nudo nelle notti non inquinate, mentre al minimo è al limite della visibilità in una notte in condizioni meteo perfette.
Fra le Mireidi, la più brillante è la R Comae Berenices, che in fase di massima è solo di magnitudine 7,1.
| Principali stelle variabili |                                          |                                          |             |             |                  |                       |
| Nome                        | Coordinate equatoriali all'epoca J2000.0 | Coordinate equatoriali all'epoca J2000.0 | Magnitudine | Magnitudine | Periodo (giorni) | Tipo                  |
| Nome                        | AR                                       | Dec                                      | Max.        | Min.        | Periodo (giorni) | Tipo                  |
| R Comae Berenices           | 12h 04m 15s                              | +18° 46′ 57″                             | 7,1         | 14,6        | 362,82           | Mireide               |
| FS Comae Berenices          | 13h 06m 23s                              | +22° 36′ 58″                             | 5,30        | 6,1         | 48:              | Semiregolare pulsante |
| GK Comae Berenices          | 12h 00m 05s                              | +19° 25′ 10″                             | 6,84        | 7,13        | 50:              | Semiregolare          |
| AI Comae Berenices          | 12h 28m 55s                              | +25° 54′ 46″                             | 5,23        | 5,40        | 5,0633           | Pulsante (α2CVn)      |

## Oggetti del profondo cielo

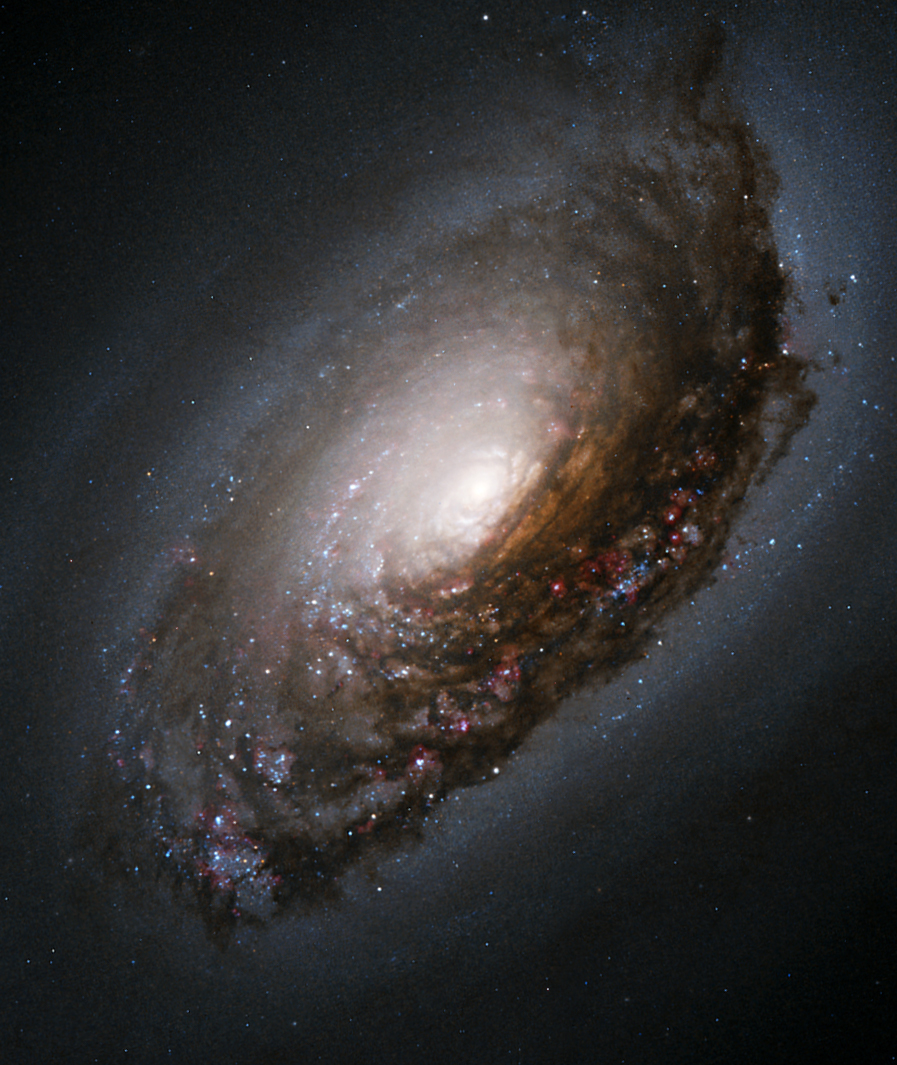
La Galassia Occhio Nero, una delle galassia spirali più famose e studiate del cielo.

La costellazione contiene un gran numero di galassie, grazie alla presenza di grandi raggruppamenti galattici relativamente vicini al Gruppo Locale.
La maggior parte delle stelle visibili ad occhio nudo nella Chioma di Berenice formano un ammasso aperto che non è riportato sulla maggior parte dei cataloghi, poiché è sparso su un'ampia regione larga più di 5 gradi, vicino a γ Comae Berenices; questo ammasso è a volte chiamato Mel 111 e si trova a una latitudine galattica piuttosto elevata.
La costellazione contiene anche alcuni ammassi globulari, nonostante si trovi in direzione del polo nord galattico; fra questi il più luminoso è M53, che è individuabile con un telescopio di piccole dimensioni come una macchia rotondeggiante più luminosa al centro e dai contorni sfumati.
L'ammasso della Chioma è un enorme ammasso di galassie con più di mille membri. Fra le galassie principali, le più brillanti sono M88, M91, M98, M99 e M100, tutte scoperte da Charles Messier e da altri astronomi suoi contemporanei e inserite poi nel suo celebre catalogo; questo gruppo di galassie si trova nella parte più meridionale della costellazione, sul confine con la Vergine, entro la quale prosegue. Alle galassie catalogate dal Messier se ne aggiungono altre, come NGC 4473, una galassia ellittica molto allungata e di aspetto quasi lenticolare, e NGC 4494, anch'essa di forma ellittica.
Fra le galassie più distaccate da questo gruppo spicca la Galassia Occhio Nero, ben osservabile con piccoli strumenti come una macchia rotondeggiante, famosa poiché le parti più esterne dei suoi bracci ben avvolti paiono ruotare in senso opposto rispetto alle regioni centrali. Altre galassie brillanti e alla portata di strumenti di medie dimensioni si osservano nella parte centrale e nordoccidentale della costellazione, come NGC 4725, una galassia spirale molto appariscente.
| Principali oggetti non stellari |                                          |                                          |                   |             |                                        |                               |
| Nome                            | Coordinate equatoriali all'epoca J2000.0 | Coordinate equatoriali all'epoca J2000.0 | Tipo              | Magnitudine | Dimensioni apparenti (in primi d'arco) | Nome proprio                  |
| Nome                            | AR                                       | Dec                                      | Tipo              | Magnitudine | Dimensioni apparenti (in primi d'arco) | Nome proprio                  |
| M98                             | 12h 13m 48s                              | +14° 54′ :                               | Galassia          | 11,0        | 9,8 x 2,8                              |                               |
| M99                             | 12h 18m 50s                              | +14° 25′ :                               | Galassia          | 10,4        | 5,4 x 4,7                              |                               |
| NGC 4274                        | 12h 15m 06s                              | +33° 12′ :                               | Galassia          | 10,4        | 6,8 x 2,5                              |                               |
| NGC 4278                        | 12h 20m 06s                              | +29° 17′ :                               | Galassia          | 10,2        | 4,2 x 3,8                              |                               |
| NGC 4293                        | 12h 21m 12s                              | +18° 23′ :                               | Galassia          | 10,5        | 5,6 x 2,6                              |                               |
| NGC 4314                        | 12h 22m 30s                              | +29° 54′ :                               | Galassia          | 10,5        | 4,2 x 3,7                              |                               |
| M100                            | 12h 22m 55s                              | +15° 49′ :                               | Galassia          | 10,1        | 7,4 x 6,3                              |                               |
| Mel 111                         | 12h 22m :                                | +26° :                                   | Ammasso aperto    | 1,8:        | 270                                    | Ammasso stellare della Chioma |
| M85                             | 12h 25m 24s                              | +18° 11′ :                               | Galassia          | 10,0        | 7,1 x 5,5                              |                               |
| NGC 4414                        | 12h 26m 30s                              | +31° 13′ :                               | Galassia          | 10,7        | 3,6 x 2,0                              |                               |
| NGC 4450                        | 12h 28m 30s                              | +17° 05′ :                               | Galassia          | 10,3        | 5,2 x 3,9                              |                               |
| NGC 4459                        | 12h 29m 00s                              | +13° 59′ :                               | Galassia          | 10,4        | 3,8 x 2,8                              |                               |
| NGC 4473                        | 12h 29m 48s                              | +13° 26′ :                               | Galassia          | 10,1        | 4,5 x 2,5                              |                               |
| NGC 4477                        | 12h 30m 00s                              | +13° 38′ :                               | Galassia          | 10,4        | 3,8 x 3,5                              |                               |
| NGC 4494                        | 12h 31m 24s                              | +25° 47′ :                               | Galassia          | 9,7         | 4,8 x 3,5                              |                               |
| M88                             | 12h 31m 59s                              | +14° 25′ :                               | Galassia          | 10,4        | 6,9 x 3,7                              |                               |
| M91                             | 12h 35m 26s                              | +14° 30′ :                               | Galassia          | 11,0        | 5,4 x 4,4                              |                               |
| NGC 4559                        | 12h 36m 00s                              | +27° 58′ :                               | Galassia          | 9,8         | 10,7 x 4,4                             |                               |
| NGC 4565                        | 12h 36m 18s                              | +26° 00′ :                               | Galassia          | 9,7         | 15,8 x 2,1                             |                               |
| NGC 4725                        | 12h 50m 24s                              | +25° 30′ :                               | Galassia          | 9,2         | 10,7 x 7,6                             |                               |
| NGC 4789A                       | 12h 54m 05s                              | +27° 08′ 59″                             | Galassia          | 13,94       | 3,0 x 2,2                              |                               |
| M64                             | 12h 56m 44s                              | +21° 41′ :                               | Galassia          | 9,4         | 10,0 x 5,4                             | Galassia Occhio Nero          |
| M53                             | 13h 12m 55s                              | +10° 10′ :                               | Ammasso globulare | 7,6         | 12,6                                   |                               |
| NGC 5053                        | 13h 16m 30s                              | +17° 42′ :                               | Ammasso globulare | 9,0         | 11                                     |                               |
| PGC 83677                       | 12h 5m 10.7s                             | +17° 24′ 18″                             | Galassia          | 15,7        | 0,53 x 0,43                            |                               |

## Sistemi planetari
Nella Chioma di Berenice sono noti due sistemi planetari; il più esteso è quello di HD 108874, che conta due pianeti confermati, entrambi con una massa minima di poco superiore a quella di Giove e orbitanti a 1 e 2 UA rispettivamente. HD 114762 ha invece un pianeta confermato con una massa superiore alle 11 masse gioviane, posto su un'orbita molto stretta.
| Sistemi planetari |                                          |                                          |             |                |                              |
| Nome del sistema  | Coordinate equatoriali all'epoca J2000.0 | Coordinate equatoriali all'epoca J2000.0 | Magnitudine | Tipo di stella | Numero di pianeti confermati |
| Nome del sistema  | AR                                       | Dec                                      | Magnitudine | Tipo di stella | Numero di pianeti confermati |
| HD 108874         | 12h 30m 27s                              | +22° 52′ 47″                             | 8,76        | Nana gialla    | 2 (b - c)                    |
| HD 114762         | 13h 12m 20s                              | +17° 31′ 02″                             | 7,30        | Nana gialla    | 1 (b)                        |

## Storia e mitologia

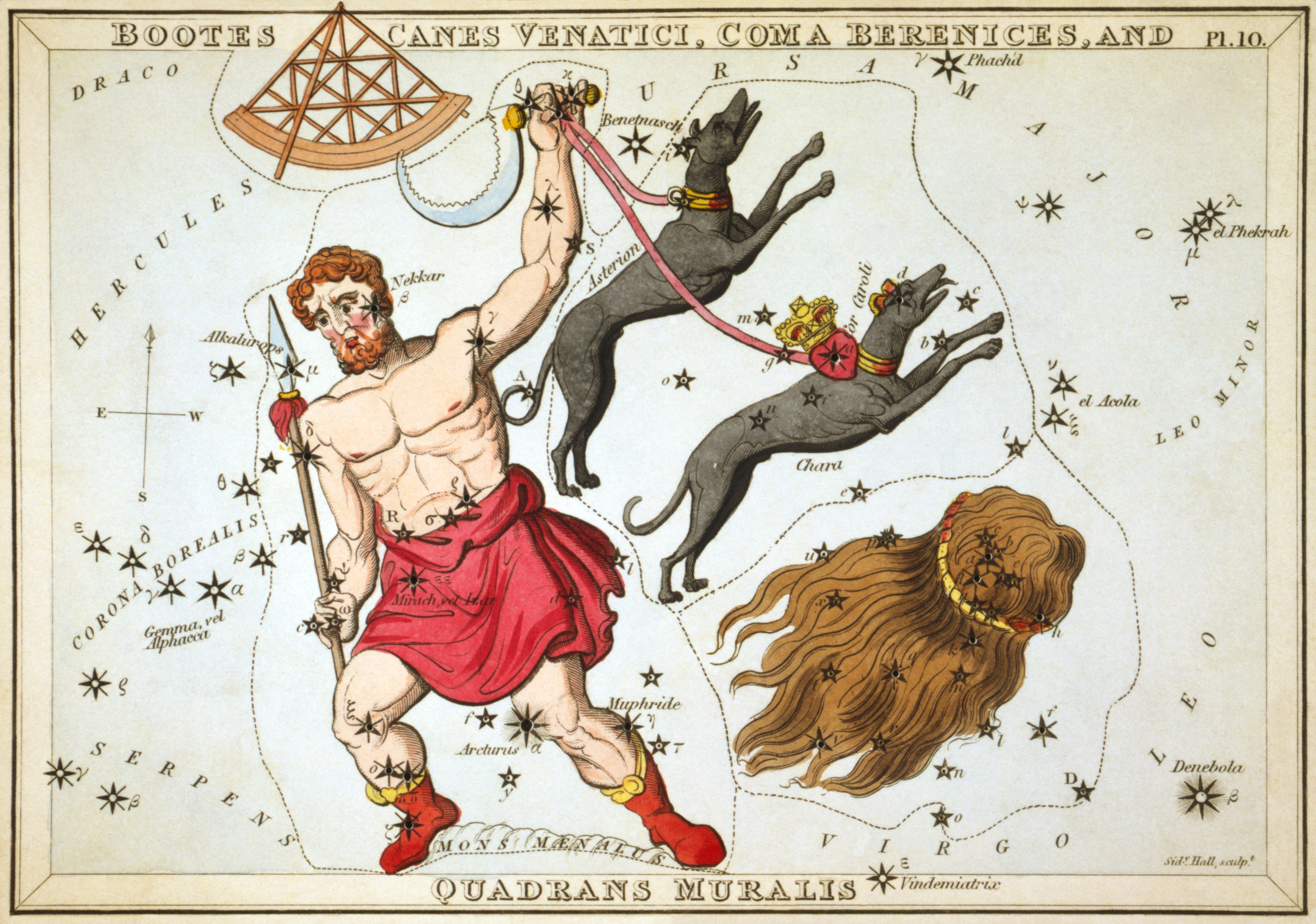
Dall'alto in basso, l'obsoleto Quadrante Murale, il Boote, con i Cani da Caccia al ghuinzaglio, e la Chioma di Berenice, in una riproposizione dell'Uranographia di Johann Bode.

Tra Boote e il Leone c'è un piccolo e attraente sciame di stelle che i Greci conoscevano ma non classificarono come costellazione a sé, poiché lo consideravano parte del Leone. Eratostene si riferì a questa massa di stelle come alla chioma di Arianna sotto la voce Corona Boreale, ma sotto la voce "Leone" disse che si trattava della Chioma della Regina Berenice II d'Egitto, e con questo nome è giunta a noi. Tolomeo la definì «una massa nebulosa, chiamata il ricciolo» (di capelli) nel suo Almagesto del 150 d.C.. Fu rappresentata per la prima volta come costellazione a sé stante da Caspar Vopel in un globo del 1536 e divenne una costellazione ufficiale nel 1551 a opera del cartografo olandese Gerardus Mercator; nel 1602 Tycho Brahe la incluse nel suo importante catalogo stellare.
Berenice era una persona in carne e ossa che, nel III secolo a.C., sposò suo fratello, Tolomeo III Evergete, come era tradizione nella famiglia reale egiziana. Berenice era ritenuta una brava amazzone e si era già distinta in battaglia. Igino, che tratta di questo gruppo di stelle sotto la voce Leone nel suo Poetica astronomica, racconta la storia che segue. Sembra che pochi giorni dopo le nozze Tolomeo mosse guerra all'Asia. Berenice fece voto di tagliarsi i capelli in segno di gratitudine verso gli dèi se il marito fosse tornato vittorioso. Quando Tolomeo tornò sano e salvo, Berenice rasserenata mantenne la promessa e depose i suoi capelli nel tempio dedicato alla madre Arsinoe (identificata con Afrodite dopo la sua morte) a Zefirio, vicino alla moderna Aswan. Ma il giorno dopo le trecce non c'erano più. Cosa sia realmente capitato loro non si sa, ma Conone di Samo, un matematico e astronomo che lavorava ad Alessandria, indicò il gruppo di stelle vicino alla coda del leone e disse al re che i capelli di Berenice erano andati a unirsi alle costellazioni, secondo li modulo tipico della cultura e letteratura ellenistica del καταστερισμός (katasterismòs: lett. "trasformazione in astro"). Il mito era oggetto del componimento, ora perduto, Chioma di Berenice del poeta di età ellenistica Callimaco: tra le riprese più celebri, se ne ricorda la versione del poeta latino Catullo (Liber, 66)